# Bazilika Neposkvrněného početí Panny Marie (Washington)
Bazilika národní svatyně Neposkvrněného početí Panny Marie je katolická bazilika minor a národní svatyně, která se nachází ve Washingtonu, D.C. v USA.
Bazilika je největším katolickým kostelem ve Spojených státech a Severní Americe. Je postavena v novobyzantském slohu. Stavba začala 23. září 1920 a byla dokončena 8. prosince 2017 s věnováním a slavnostním požehnáním mozaiky Trinity Dome.
Papež Pius XI. daroval mozaikové ztvárnění obrazu v roce 1923. Baziliku navštívilo několik papežů, konkrétně to byli:
- Papež Jan Pavel II., který 12. října 1990 povýšil chrám na baziliku minor;
- Papež Benedikt XVI., který jí udělil Zlatou růži 16. dubna 2008;
- Papež František 23. září 2015 při kanonizaci Junípera Serry, O.F.M.

## Architektura

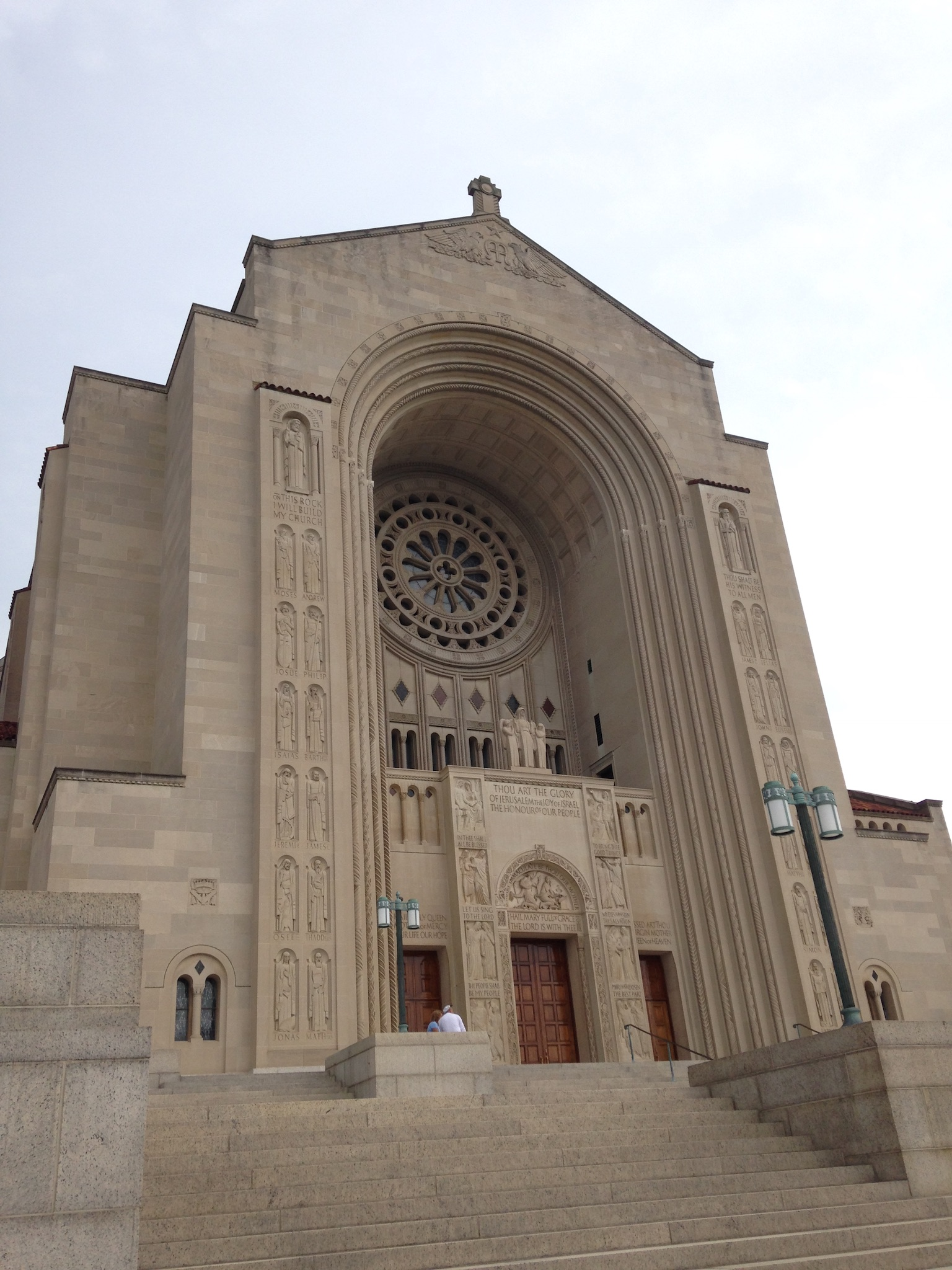
Detail fasády baziliky

V bazilice je 81 kaplí k uctění Panny Marie a odrážejí původ katolických přistěhovalců a náboženských řádů, z jejichž štědrosti byly postaveny. Jednou z nich je Česká národní kaple Panny Marie Hostýnské a sv. Jana Nepomuka Neumanna, kterou dali vybudovat Češi v exilu. Interiér v řeckém stylu je zakončen četnými kopulemi, které jsou zdobené mozaikami podobnými, jaké jsou v bazilice svatého Marka v Benátkách, ale mnohem větší. Mozaiky představují americké ztvárnění tradičních katolických obrazů. Umělec Jan Henryk De Rosen, který předsedal ikonografickému výboru, se zasloužil také o velkou část výzdoby, včetně sestavování velké mozaiky nad severní apsidou.
Vnější rozměry baziliky jsou: délka 140 m, šířka 73 m a výška na vrchol kříže kupole 72 m. Průměr hlavní kopule (Trinity Dome) baziliky jsou jen 2 m, což je méně než u kopule Kapitolu. Chrám byl postaven ve stylu středověkých kostelů a tvoří ho zděné zdi a sloupy namísto konstrukční oceli a železobetonu. Byl navržen tak, aby pojal 10 000 věřících a zahrnuje moderní vybavení, jako je suterénní bufet, skryté reproduktory pro veřejná vystoupení, které přenášejí řeč na oltáři do zadní části budovy, klimatizaci a největší (v roce 1959) sálavou topnou desku na světě.

## Dějiny

### Stavba (20. století)
Biskup Thomas Joseph Shahan, čtvrtý rektor Katolické univerzity Ameriky ve Washingtonu, navrhl výstavbu národní svatyně v hlavním městě na počest Neposkvrněného početí Panny Marie. Svou výzvu přednesl biskup Shahan papeži Piovi X. 15. srpna 1913.
Papež Shahana s nadšením podpořil a daroval mu osobní příspěvek ve výši 400 USD. Shahan se vrátil do Spojených států a přesvědčil správní radu Katolické univerzity v Americe, aby na stavbu chrámu darovala pozemek v jihozápadním rohu kampusu.
V roce 1919 si Shahan a McKenna vybrali architektonické návrhy bostonské firmy Maginnis & Walsh. Zpočátku uvažovali o tradičním novogotickém architektonickém stylu, ale Shahan se místo toho rozhodl pro novobyzantský a novorománský styl. Kardinál James Gibbons, arcibiskup Baltimoru, posvětil základní kámen 23. září 1920. V roce 1929 zastavila velká hospodářská krize stavbu nad úrovní krypty a potom vstup USA do druhé světové války.

### Dokončení (21. století)
V srpnu 2006 byla dokončena práce na mozaice, která zdobí Kupoli Vykoupení v hlavní části kostela. Po jejím dokončení v létě byla 17. listopadu 2007 vysvěcena Kupole Vtělení.
V červnu 2011 byla v bazilice postavena nová kaple zasvěcená Panně Marii Libanonské, kterou zvlášť uctívá maronitská církev a její věřící. Mozaika svatého Marona a ukřižování byla převzata z maronitského rukopisu Rabboula ze 6. století. Kaple byla formálně vysvěcena maronitským biskupem Gregorym J. Mansourem 23. září 2011.
Poslední architektonický prvek byl dokončen umístěním benátského skla s mozaikou v Trinity Dome, které váží 24 tun. Dne 8. prosince 2017, na svátek Neposkvrněného početí Panny Marie, byla kupole vysvěcena a slavnostně požehnána kardinálem Donaldem Wuerlem.